# رس بسپار

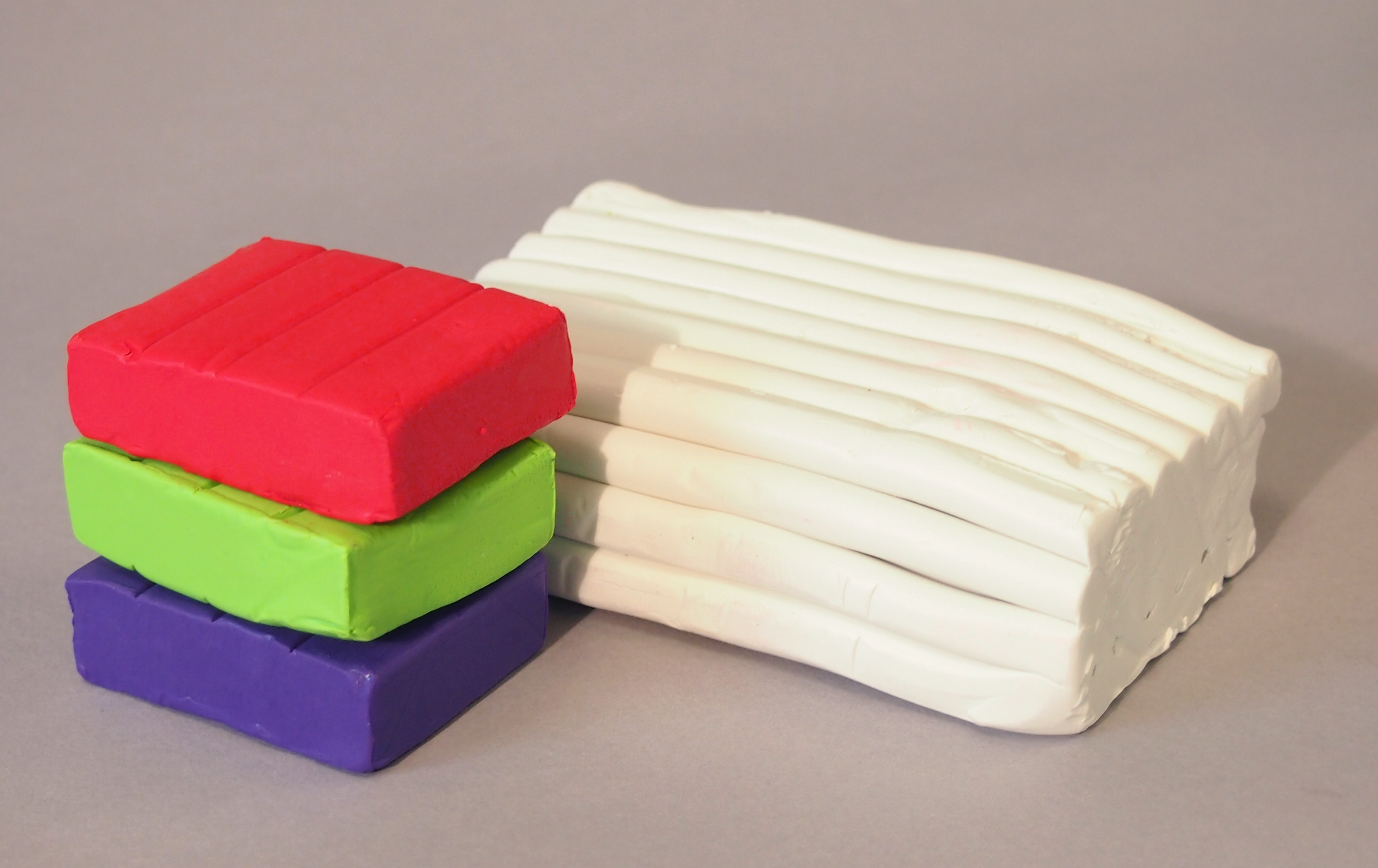
دو اونس و یک پوند بلوک رس بسپار.

رُس بَسپار (به انگلیسی: Polymer clay)، خَمیر بسپار یا خَمیر پلیمر، نوعی خمیر مدل‌سازی سخت شونده است که بر اساس بسپار پلی‌وینیل‌کلراید (PVC) ساخته شده است. این ماده معمولاً فاقد مواد معدنی خاک رس است، اما مانند خاک معدنی مایعی را به ذرات خشک اضافه می‌کنند تا به خواص کاری ژِل‌مانند برسند و به‌طور مشابه آن را در فِر قرار می‌دهند تا سفت شود، از این رو نام محاوره‌ای آن به عنوان رس تعیین می‌شود. رُس بَسپار عموماً برای ساخت وسایل هنری و صنایع دستی استفاده می‌شود و همچنین در برنامه‌های تجاری برای ساخت قطعات تزئینی استفاده می‌شود. هنرهای ساخته شده از رُس بَسپار اکنون در موزه‌های بزرگ یافت می‌شوند.

## تاریخچه

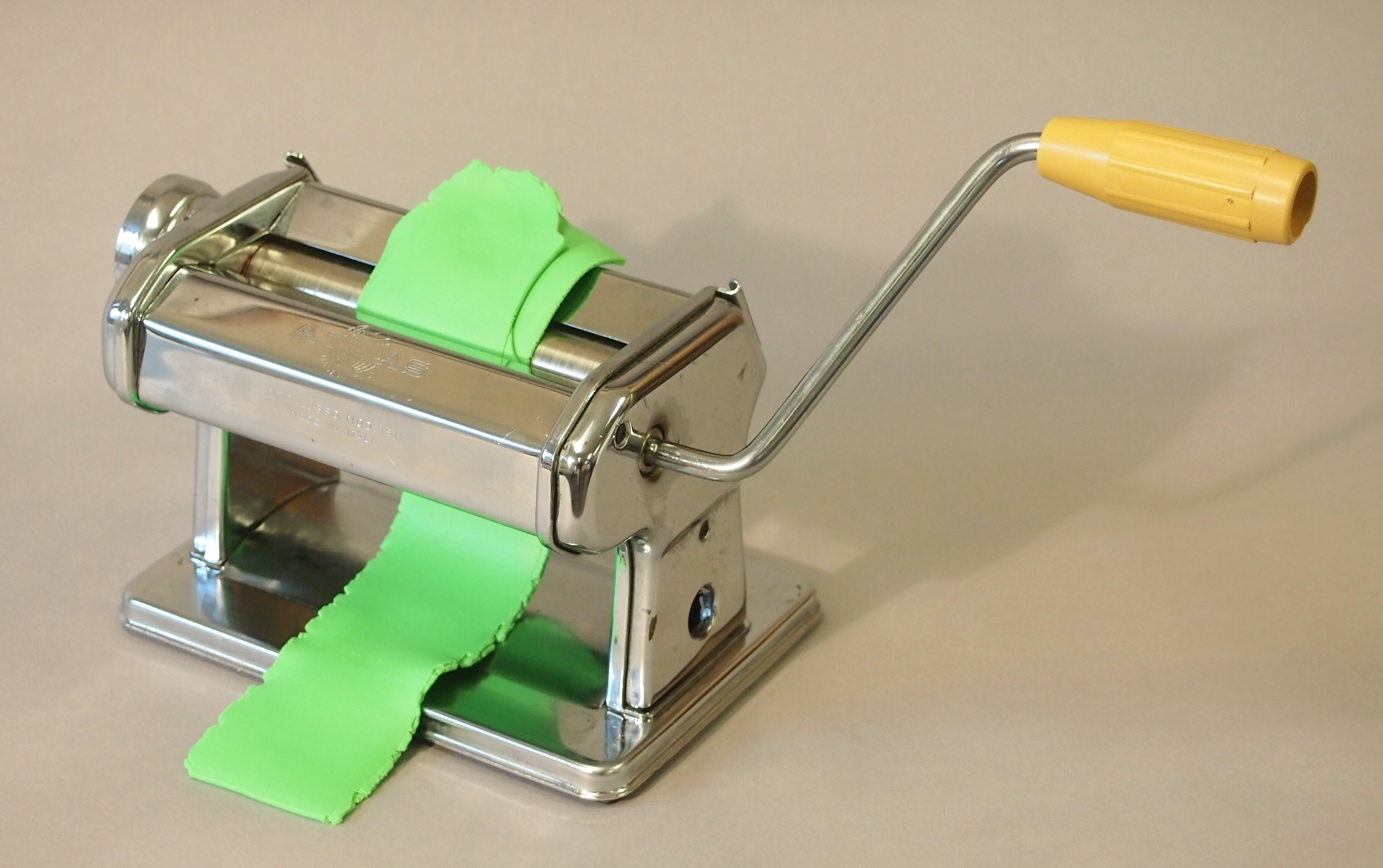
دستگاه پاستاساز خانگی رس بسپار.

باکِلیت، پلاستیک اولیه، در بین طراحان محبوب بود و شکل اولیه رس بسپار، اما پایه فنولی باکالیت پخته نشده قابل اشتعال بود و در نهایت متوقف شد. رس‌های بسپار ابتدا به‌عنوان جایگزین احتمالی باکلیت فرموله شدند.
یکی از این فرمول‌بندی‌ها در سال ۱۹۳۹ مورد توجه عروسک‌ساز آلمانی کَتی کروز (Käthe Kruse) قرار گرفت. در حالی که برای استفاده در کارخانه او مناسب نبود، کروز مقداری از آن را به دخترش سوفی که در خانواده با نام «فیفی» شناخته می‌شد داد که از آن به‌عنوان رس مدل‌سازی استفاده کرد. این فرمول بعداً به ابرهارد فابر (Eberhard Faber) فروخته شد و تحت نام فیمو «FIMO» (ترکیب مدل‌سازی فیفی) به بازار عرضه شد.

## ترکیب‌بندی

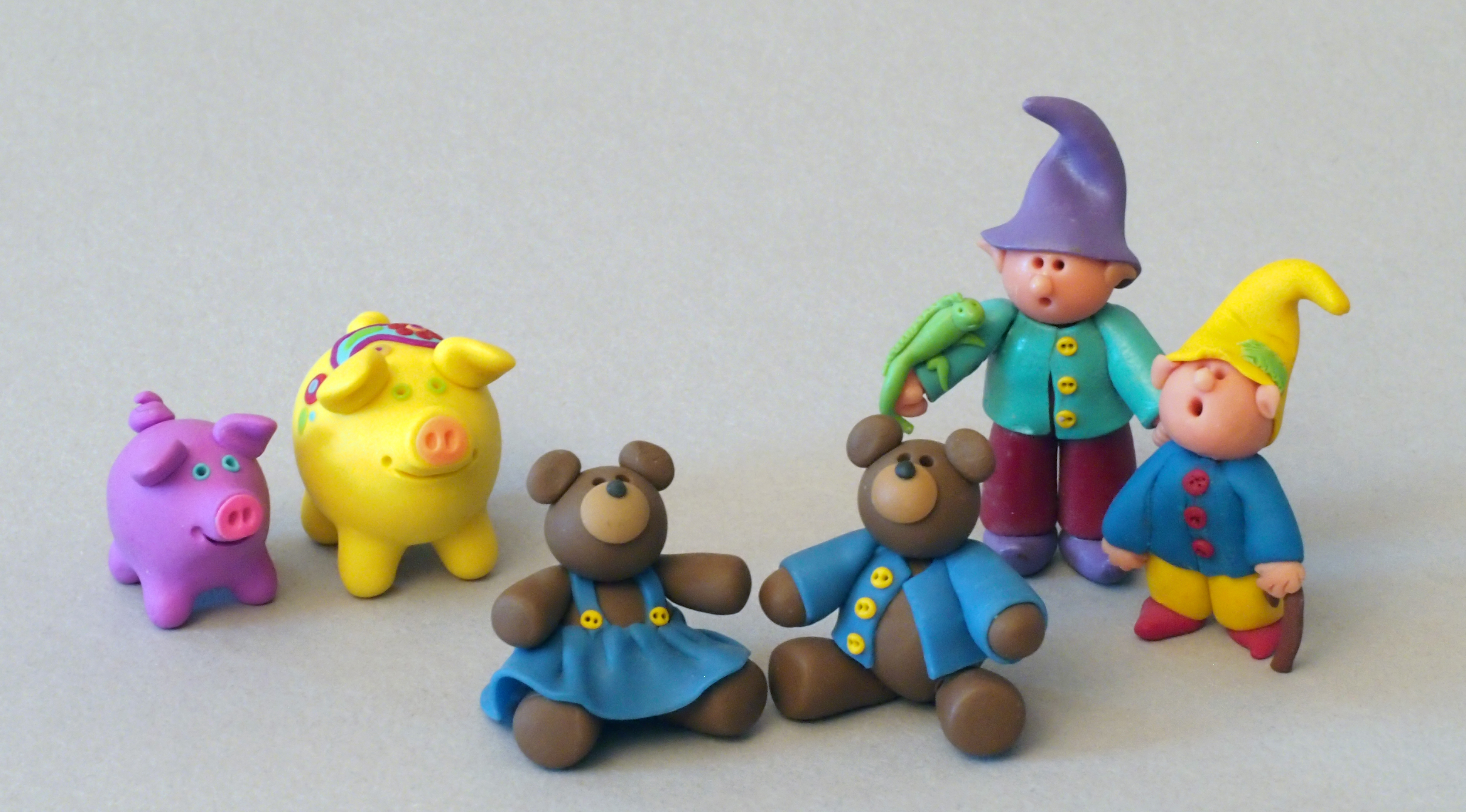
مجسمه‌های ساخته شده از رس بسپار.

رس‌های بسپار حاوی پایه‌ای از رزین پی‌وی‌سی و یک روان‌کننده مایع هستند که آن را پلاستیزول می‌کند. پلاستیزول رس‌بسپار نیز به دلیل خواص روانه‌شناسی به‌عنوان پلاستی‌ژِل طبقه‌بندی می‌شود. این یک ماده روان‌وردی با عملکرد بالا است: هنگامی که از نیروی کافی استفاده می‌شود، ماده تسلیم می‌شود و مانند یک مایع چسبناک جریان می‌یابد تا این نیرو برداشته شود و در نتیجه به حالت جامد بازمی‌گردد. این خاصیت انعطاف‌پذیری چیزی است که آن را به‌عنوان رس مدل‌سازی در مقابل بتونه یا خمیر مفید می‌کند. پلاستی‌ژل‌ها حتی در صورت اعمال حرارت ظاهر خود را حفظ می‌کنند، به این دلیل رس‌بسپار هنگام پخت در فر ذوب نمی‌شود و فرو نمی‌ریزد. عوامل ژل‌کننده گوناگونی به این خاصیت اضافه می‌شوند، مانند بنتونیت آمین‌دار، صابون‌های فلزی یا سیلیس فومی.
رزین پایه را می‌توان به روش‌های مختلف اصلاح کرد. روغن معدنی، لسیتین و ارواح معدنی بی‌بو را می‌توان برای کاهش گِران‌رَوی یا تغییر در خواص کاری آن اضافه کرد. مقادیر کمی اکسید روی، کائولن یا سایر پرکننده‌ها گاهی برای افزایش کِدِری، مدول کشسان یا مقاومت فشاری اضافه می‌شوند. رس‌بسپار در رنگ‌های مختلفی موجود است که می‌توان آنها را با هم مخلوط کرد تا طیف وسیعی از رنگ‌ها یا شیب ترکیبی ایجاد شود. رنگ‌ها و مواد چندسازه دارای جلوه ویژه شامل مرواریدی، فلزی، سنگی، نیمه‌شفاف، شب‌تاب، فسفرتاب است.

## کاربرد

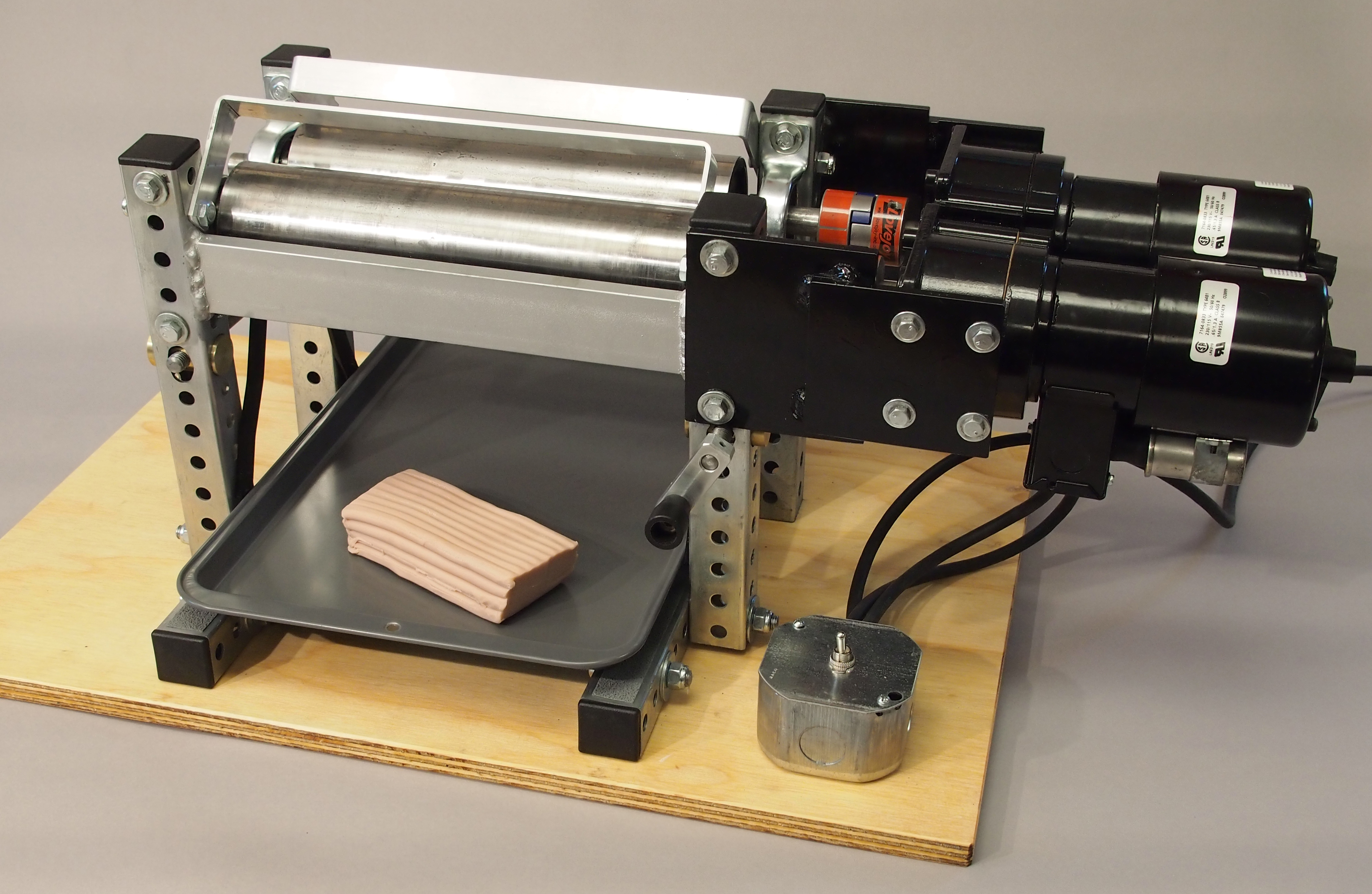
نرم‌کننده رس سفارشی برای مصارف صنعتی.

رس بسپار تا زمانی که پخته نشود کارایی خود را حفظ می‌کند. عمل‌آوری در دمای ۱۲۹ درجه سانتی‌گراد تا ۱۳۵ درجه سانتی‌گراد به مدت ۱۵ دقیقه در هر ۶٫۴ میلی‌متر ضخامت انجام می‌شود. این دما به‌طور قابل توجهی کمتر از رس‌های معدنی است و می‌توان با استفاده از اجاق گاز خانگی به آن دست یافت. نمونه‌های حرفه‌ای رس‌بسپار هنگام پخت بسیار کوچک می‌شوند.
نمانام‌های رس‌بسپار شامل، سرنیت (Cernit)، اویترا (Oytra)، فیمو (Fimo)، کِیتو پلی‌کِلِی (Kato Polyclay)، اسکالپی (Sculpey)، پی‌وی‌کِلی برازیل (PVClay Brasil) و کرافتی آرژنتینا (Crafty Argentina) هستند.
دستگاه پاستاساز خانگی یک ابزار چندمنظوره محبوب برای هنرمندان رس‌بسپار است. برای ایجاد ورق‌های با ضخامت یکنواخت، ترکیب رنگ‌ها یا ایجاد ورق‌های متنوع و حالت دادن (نرم‌شدن) رس مورد استفاده قرار می‌گیرد. رس‌بسپار به‌طور کلی قبل از استفاده نیاز به حالت‌دهی دارد. این شامل ورز دادن رس با دست، عبور آن از بین دو غلتک یا استفاده از مخلوط‌کن کم‌برش برای شکستن چسبندگی ذرات رزین است. پس از آماده شدن رس تا زمانی که ذرات در نهایت دوباره به‌هم بچسبند، قابل انعطاف باقی می‌ماند.
پلاستیزول پی‌وی‌سی سخت‌شونده در فر، «رس بسپار مایع» مکمل رس‌بسپار است که می‌تواند به‌عنوان چسب برای ترکیب قطعات یا ایجاد جلوه‌های مختلف استفاده شود. رنگدانه‌ها، گچ‌رنگ و رس‌بسپار معمولی را می‌توان به رس مایع رنگی اضافه کرد. همچنین مایع را می‌توان در قالب‌ها ریخت تا قطعات ریخته‌گری تولید شود.

## سلامت و امنیت
ایمنی رس‌بسپار موضوعی است که به‌طور خاص در مورد اثرات طولانی مدت قرار گرفتن در معرض برخی از روان‌کننده‌های فتالات (Phthalate) که به‌عنوان مختل‌کننده غدد درون‌ریز (Endocrine disruptor) طبقه‌بندی شده‌اند مورد نگرانی است. هنگامی که به‌عنوان اسباب‌بازی یا وسایل مراقبت از کودک استفاده می‌شود نباید بیش از ۰٫۱ از شش فتالات محدود شده یا ممنوع شده توسط هیئت‌های نظارتی ایمنی باشد. این شش فتالات عبارتند از: DEHP (Di-2-ethylhexyl phthalate), DBP (Dibutyl phthalate), BBP (Benzyl butyl phthalate), DINP (Di-isononyl phthalate), DIDP (Di-isodecyl phthalate), and DnOP (Di-n-octyl phthalate، مطابق قانون بهبود ایمنی مصرف‌کننده (CPSIA). اگر دستورالعمل‌های روی بسته (مانند دمای پایین و زمان پخت کوتاه) رعایت شود رس نمی‌سوزد. اگر رس به‌دلیل اشتباه یا در صورت خرابی اجاق گاز، مقدار کمی گاز کلرید هیدروژن آزاد کند ممکن است باعث بو و سوزش چشم یا بینی شود. مقدار گاز کلرید هیدروژن آزاد شده از رس می‌تواند مشکل سلامتی ایجاد کند.
با توجه به الزامات و مقررات آزمایش، محصولات رسی که برای نگهداری یا سرو غذا یا نوشیدنی مورد استفاده قرار می‌گیرند برای این برنامه‌ها توصیه نمی‌شوند. همه محصولات رس‌بسپار به‌عنوان «بی خطر برای غذا» برچسب‌گذاری نشده‌اند. روان‌کننده‌ها در محصول پخته شده باقی مانده و می‌توانند خارج شوند و این یک خطر بالقوه برای سلامتی برای مدل‌ساز و کاربر نهایی است. محدودیت‌های استفاده از برخی از فتالات‌ها در سال ۲۰۰۹ در اتحادیه اروپا و ایالات متحده اعمال شد. همه فتالات‌ها خطری برای سلامتی ندارند و برخی از آنها برای کاربردهای پزشکی تأیید شده‌اند.

## کاربردهای دیگر
از رس‌بسپار می‌توان برای ساخت انواع صنایع دستی و جواهرات استفاده کرد. فرمولاسیون هواخشک، گاهی به‌عنوان رس‌بسپار خودسخت‌شونده (مانند دکو، پرسلن سرد (Cold porcelain) و غیره) نامیده می‌شود فاقد بسپار است.